# 中村博彦
中村 博彦（なかむら ひろひこ、1943年1月29日 - 2013年7月31日）は、日本の政治家。位階は従四位。
参議院議員（2期）、総務大臣政務官（福田康夫内閣）、自民党副幹事長、社会福祉法人健祥会理事長を歴任。

## 略歴
- 1961年3月 - 徳島県立城南高等学校卒業。
- 1965年3月 - 徳島大学学芸学部卒業。
- 1965年4月 - 徳島県立城北高等学校教諭。
- 1978年6月 - 社会福祉法人育英福祉会理事長、育英保育園開設。
- 1980年4月 - 特別養護老人ホーム水明荘開設。
- 1985年6月 - 社会福祉法人健祥会理事長。
- 1987年4月 - 徳島県議会議員に当選。
- 1989年10月 - 保守系無所属新人候補による政策集団自由連合旗揚げ参加。
- 1990年2月 - 保守系無所属新人候補として第39回衆議院議員総選挙・徳島県全県区に出馬したが落選。
- 1997年4月 - 全国デイサービスセンター協議会会長。
- 1998年4月 - 厚生省医療保険福祉審議会介護給付費部会委員。
- 1999年5月 - 全国老人福祉施設協議会会長。
- 1999年12月 - 社会保障構造の在り方について考える有識者会議委員。
- 2001年1月 - 厚生労働省社会保障審議会委員。
- 2001年10月 - 同 介護給付費分科会委員。
- 2002年4月 - 日本ゲートボール連合評議員。
- 2003年5月 - 厚生労働省社会保障審議会介護保険部会委員。
- 2004年7月 - 第20回参議院議員通常選挙に自民党公認候補として比例区に出馬し初当選。
- 2008年8月 - 福田康夫改造内閣において総務大臣政務官（地方自治、消防担当（旧自治省担当））に就任[1]。
- 2010年7月 - 第22回参議院議員通常選挙に自民党公認候補として比例区に出馬し再選。
- 2013年7月31日 - 午前0時30分、多臓器不全のため急死。70歳没。同日付で従四位、旭日重光章受章。

## 主張・思想
- 財政規律や東日本大震災の復興補正予算が議論される中、復興予算捻出のためのODA削減案に反対する超党派連合のメンバーとして名を連ね、会合後に「復興支援はやぶさかではないが、ODAが人道上、大切なのは復興と同じだ。一銭たりとも削減できない」と述べた[2]。
- 毎日新聞2010年参院選候補者アンケートでは「選択的夫婦別姓制度」に対し「反対」と回答した[3]。

## 日本維新の会との関係
- 2013年1月、日本維新の会の選挙活動を支援したとして、常任顧問を務める自民党徳島県連より、除籍を提起された[4]。

## 不祥事

### 迂回献金
- 2002年、衆議院議員（当時）の鈴木宗男が、自分と特定のつながりを持つ社会福祉法人の理事長である中村を首相の諮問機関メンバーに推薦した、と指摘されている[5]。また、日本共産党の機関紙しんぶん赤旗に、中村が役員をつとめる二つの会社が1998年に計47万7千円を鈴木の資金管理団体に献金し、これは迂回献金の疑惑があると報じられている[5]。

### 公職選挙法違反
- 2010年の参院選で、中村への投票の取りまとめの見返りに有権者らに酒食を提供したとして、公職選挙法違反（供応買収）容疑で、運動員が逮捕された[6]。

## 役職
- 社会福祉法人健祥会理事長
- 社会福祉法人緑風会理事長
- 社会福祉法人青嵐会理事長
- 社会福祉法人育英福祉会理事長

## 所属団体・議員連盟
- 自民党国際人材議員連盟（幹事長）
- 日本教職員組合問題究明議員連盟
- 日韓議員連盟
- 介護福祉議員連盟（事務局長）
- たばこと健康を考える議員連盟
- 環太平洋経済連携に関する研究会

## 著書
- 五十嵐文彦、石井健祐、上田清司、進藤初洋、中村博彦、牧野聖修、山田智信著, 『これが政治改革だ　日本の未来を信じる人のために』, 明日香出版社, 1992年